# 骆惠宁
骆惠宁（1954年10月5日—），浙江义乌人，生于安徽当涂，中华人民共和国政治人物。1970年9月参加工作，1982年3月加入中国共产党，中共第十七届中央候补委员，第十八、十九届中央委员。中国人民大学经济学院政治经济学专业毕业，在职研究生学历，经济学博士。現任學習貫徹習近平新時代中國特色社會主義思想主題教育中央第八指導組組長。曾任青海省人民政府省长、中共青海省委书记、中共山西省委书记、中共中央香港工委书记兼香港中聯辦主任、国务院港澳办副主任、香港特別行政區維護國家安全委員會國家安全事務顧問及第十三届全国人大财经委员会副主任委员等职务。
現任中共中央第八指導組組長，負責學習貫徹習近平新時代中國特色社會主義思想主題教育推廣工作。

## 生平

### 早年经历
生于安徽当涂，籍貫浙江义乌。1970年9月，骆惠宁在安徽省马鞍山市郊区的慈湖公社当知青，1971年10月进入安徽省马鞍山钢铁公司第二炼钢厂当工人，1972年11月任安徽省马钢第二炼钢厂团委干事。1978年恢复高考后，考入安徽大学经济系政治经济学专业学习。

### 安徽任职
1982年8月，骆惠宁毕业后分配到安徽省人民政府办公厅任秘书。1985年5月，调入安徽省外经贸委（今安徽省商务厅），历任引进处副处长，技术进出口处副处长、处长。其间于1988年9月到1989年9月在安徽大学外语系进修，1991年9月到1992年6月在安徽省委党校进修班学习。
1993年3月，骆惠宁任安徽省外经贸委副主任、省外经贸厅副厅长、党组副书记。1995年4月，回到安徽省人民政府办公厅，任副秘书长、办公厅主任。1997年1月，升任安徽省人民政府秘书长、办公厅党组书记（时任省长为回良玉）。1998年2月，转任中共巢湖地委书记。1998年中国水灾爆发危及巢湖地区，时任巢湖地委书记的骆惠宁主持防汛工作，并于5月18日召开汛前备战现场会。同年7月30日、31日，长江大堤惠生段的外护圩（龙塘圩和向阳圩段）先后出现溃堤险情。时任巢湖地委书记骆惠宁与巢湖地区专员周光全等在惠生段大堤现场调动无为县、巢湖市、庐江县、肥东县的4万抢险人员进行连夜筑堤，在几天内37公里的惠生千堤外护圩临江大堤整体全部加高1米，大堤抢修工程保证了整个巢湖地区的民众与耕田安全。
1999年10月，骆惠宁出任中共安徽省委宣传部部长，并于同年12月升任中共安徽省委常委，晋升副部级。1999年9月到2002年1月，在中国科学技术大学商学院管理科学与工程专业在职研究生学习，获得管理学硕士学位。2000年9月到2003年7月，在中国人民大学经济学院政治经济学专业在职研究生学习，获得经济学博士学位。

### 主政青海

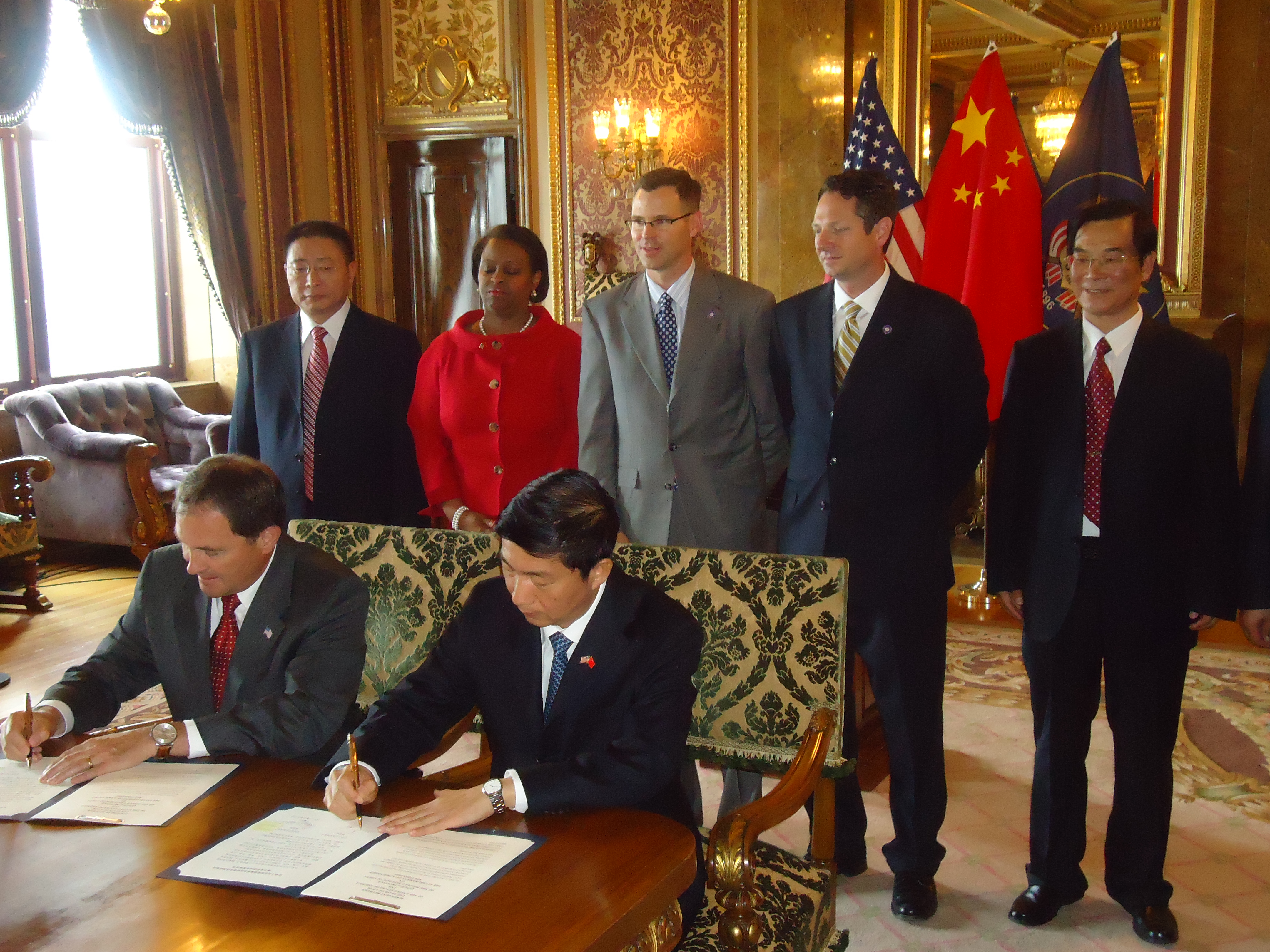
2011年7月13日盐湖城，骆惠宁与美国犹他州州长加里·赫伯特签署青海省-犹他州合作备忘录

2003年4月，49岁的骆惠宁调任中共青海省委副书记（时任书记为赵乐际），2004年12月兼任省委党校校长。2009年12月，任青海省人民政府党组书记，2010年1月任青海省人民政府省长，晋升正部级。2010年4月，青海玉树地震后，骆惠宁兼任青海省玉树地震灾后重建工作领导小组组长，主持灾区救灾、赈灾及灾后重建工作。
2011年7月，骆惠宁率领青海省代表团访问美国，参加首届中美省州长论坛。期间青海省与犹他州正式缔结友好省州关系，并创建“产业技术创新战略联盟”合作（Utah-Qinghai EcoPartnership）。与此同时，他还致力于青海全省的经济结构转型，包括提高青海高原和查达木盆地的金属矿产开发与技术引进。
2013年3月19日，骆惠宁升任中共青海省委书记，同年4月当选青海省人民代表大会常务委员会主任。2014年，随着青海省会西宁市一把手、市委书记毛小兵因西部矿业IPO受贿事件酝酿爆发，骆惠宁继续推动西部矿业等国企改制公司的经营恢复。

### 调任山西
2016年6月29日，中共中央决定骆惠宁不再担任中共青海省委书记，次日轉任中共山西省委书记，接替王儒林处理山西官场地震后的经济与吏治重建工作。
2017年1月，当选山西省人大常委会主任。同年6月，中共中央总书记习近平抵达山西，在骆惠宁陪同下调研吕梁、忻州、太原等地，并对中共山西省委和山西省人民政府的工作成绩给予肯定。23日，习近平在太原主持召开“深度贫困地区脱贫攻坚座谈会”，对五省区（山西、云南、西藏、青海、新疆）的党政干部举行部署，骆惠宁参加并作书面发言。同年10月，中国共产党第十九次全国代表大会在北京召开，骆惠宁当选中共中央委员。
2018年2月24日，当选为第十三届全国人大代表。
2018年4月，中共山西省委建立省市县三级成立党委反腐败领导小组，骆惠宁兼任“山西省整治群众身边腐败问题领导小组”组长；并配合当年全国推行的“扫黑除恶专项斗争”进一步推进吏政改革。
2019年11月30日，骆惠宁到龄退休，卸任中共山西省委书记。12月28日，第十三届全国人民代表大会常务委员会第十五次会议任命骆惠宁为第十三届全国人民代表大会财政经济委员会副主任委员。

### 南下香港
2020年1月4日傍晚新華社公佈，国务院免去王志民的中央人民政府駐香港特別行政區聯絡辦公室主任職務，任命駱惠寧出任該職務。2月13日，兼任国务院港澳事务办公室副主任。据香港01引述權威消息，此次调整是因應“近期香港情況的變化”，委任“更符合香港現實發展”的官員擔當中聯辦工作。他是首位无港澳工作经历、首位曾具省级地方工作經驗的香港中聯辦主任，以及继许家屯之后第二位曾具省级地方工作经验的中华人民共和国在港工作机构负责人。
2020年6月23日，全国人大常委会法制工作委员会会同国务院港澳事务办公室、中央人民政府驻香港特别行政区联络办公室，在港举办了12场座谈会，听取香港社会各界对《中华人民共和国香港特别行政区维护国家安全法（草案）》的意见。国务院港澳办副主任张晓明、香港中联办主任骆惠宁、全国人大常委会法工委副主任张勇出席会议。7月3日，依照《香港特别行政区维护国家安全法》有关规定，国务院决定任命骆惠宁为香港特别行政区维护国家安全委员会国家安全事务顾问。
截至2021年10月，骆惠宁在中联办任内已先后四次落區视察香港基层，香港仔避風塘一名漁民表示，駱惠寧2021年9月的落區視察是二十餘年來「中聯辦負責人第一次來到漁船上」。
2023年1月，不再担任中央人民政府驻香港特别行政区联络办公室主任、香港特别行政区维护国家安全委员会国家安全事务顾问、国务院港澳事务办公室副主任职务退休，由郑雁雄接任。
2023年4月，擔任學習貫徹習近平新時代中國特色社會主義思想主題教育中央第八指導組組長。

## 逸事

### 参与人口普查
2010年11月1日中华人民共和国第六次全国人口普查期间，时任青海省省长的骆惠宁在西宁参加人口普查。当普查员问起骆惠宁结婚日期时，他笑着说：“哎呀，我只记得结婚的年份，结婚纪念日还真没记住，但你要问我咱们省重要的经济数据，我倒是能说得清清楚楚。”

### 回应被美制裁
2020年8月7日，骆惠宁与另外10名据称「损害」香港「自治」的中港官员被美国政府依据《香港自治法》制裁。对此，骆惠宁回应称：“被美国列入制裁名单，恰说明我为国家、为香港做了我应该做的事情。我在国外没有一分钱资产，搞‘制裁’不是白费劲吗？当然，我也可以向特朗普先生寄去100美元，以供其冻结之用。”

## 著作
- 《综合性制度创新 农村税费改革的必由之路》，骆惠宁著，北京：人民出版社，2004年7月，ISBN 7-01-004297-7；
- 《安徽两个转变决策纵论》，骆惠宁主编，合肥：安徽人民出版社，1997年7月，ISBN 7-212-01431-1；
- 《皖台交往史略》，骆惠宁主编，福州：海风出版社，2002年9月，ISBN 7-80597-410-1